# Hendrik I van Champagne
Hendrik I van Champagne (1126 - Troyes, 16 maart 1181), bijgenaamd de Vrijgevige, was graaf van Champagne.
Hendrik was de oudste zoon van Theobald IV van Blois en Mathilde van Sponheim-Karinthië. Hij nam deel aan de Tweede Kruistocht en kreeg van Bernardus van Clairvaux een aanbevelingsbrief voor keizer Alexios I Komnenos. In Constantinopel werd hij door Manuel I Komnenos tot ridder geslagen. Hij onderscheidde zich bij de oversteek van de Meander en nam op 24 juni 1148 deel aan het beraad van de edelen, waarin werd besloten om Damascus aan te vallen.
Bij de verdeling van de goederen van zijn overleden vader in 1152, koos Hendrik Champagne-Troyes, Bar, Nevers en Rethel. Zijn broers kregen de rijkere bezittingen in het midden van Frankrijk maar moesten Hendrik wel als hun heer erkennen. Hendrik was een uitstekend bestuurder die Champagne rust en welvaart bracht. De jaarmarkten van Champagne werden een begrip door heel Europa en Hendrik zorgde met een speciaal politiekorps voor de veiligheid van de markten en de reizende kooplieden. Hendrik liet meer dan 500 aktes na en een gedetailleerd register van zijn vazallen, hun rechten en plichten. Volgens dat register kon hij 2030 ridders mobiliseren en daarmee was Hendrik een van de machtigste feodale vorsten van zijn tijd.
Hij trouwde (1164) met Maria van Frankrijk (1145-1198), een dochter van koning Lodewijk VII van Frankrijk. Zij maakte van zijn hoofdstad Troyes een schitterend hof en begunstigde kunstenaars en wetenschappers. Hendrik benoemde de wetenschapper Stefanus van Alinerre tot zijn kanselier en stichtte zelf een bibliotheek in Troyes. Hendrik leefde op gespannen voet met de aartsbisschoppen van Reims totdat het hem lukte om zijn broer Willem op die positie te laten benoemen. Hij was een belangrijke en trouwe bondgenoot van de koning en huwelijkte zijn zuster Adelheid van Champagne aan hem uit als zijn derde vrouw (1160). Hendrik was een belangrijke diplomaat, zowel binnen Frankrijk als daarbuiten. In 1162 kreeg hij negen burchten als leen van keizer Frederik I van Hohenstaufen.
Hendrik stichtte lekenkloosters in Troyes, Bar-sur-Aube en Sézanne. Ook stichtte hij een ziekenhuis en de Stefanuskerk in Troyes. In 1179 bezocht Hendrik Jeruzalem. Op de terugweg werd hij gevangengenomen door sultan Kilij Arslan II. Nadat keizer Manuel I Komnenos een groot losgeld had betaald, werd hij vrijgelaten. Hendrik keerde terug naar Frankrijk, overleed twee jaar later en werd begraven in de Stefanuskerk te Troyes.
Hendrik was gehuwd met Maria van Frankrijk (1145-1198), dochter van Lodewijk VII. Zij kregen de volgende kinderen:
- Hendrik, koning van Jeruzalem
- Maria, gehuwd met graaf van Vlaanderen Boudewijn I van Constantinopel en keizer van het Latijnse Keizerrijk
- Calatia, soms Scholastica genoemd, († 1229), gehuwd met graaf Willem IV van Mâcon[1]
- Theobald III van Champagne, opvolger van zijn broer als graaf van Champagne

## Voorouders
| Voorouders van Hendrik I van Champagne (1126-1181) | Voorouders van Hendrik I van Champagne (1126-1181)                              | Voorouders van Hendrik I van Champagne (1126-1181)                              | Voorouders van Hendrik I van Champagne (1126-1181)                              | Voorouders van Hendrik I van Champagne (1126-1181)                              | Voorouders van Hendrik I van Champagne (1126-1181)                              | Voorouders van Hendrik I van Champagne (1126-1181)                              | Voorouders van Hendrik I van Champagne (1126-1181)                              | Voorouders van Hendrik I van Champagne (1126-1181)                              |
| -------------------------------------------------- | ------------------------------------------------------------------------------- | ------------------------------------------------------------------------------- | ------------------------------------------------------------------------------- | ------------------------------------------------------------------------------- | ------------------------------------------------------------------------------- | ------------------------------------------------------------------------------- | ------------------------------------------------------------------------------- | ------------------------------------------------------------------------------- |
| Overgrootouders                                    | Theobald III van Blois (1012-1089) ∞ Garsende van Maine (-)                     | Theobald III van Blois (1012-1089) ∞ Garsende van Maine (-)                     | Willem de Veroveraar (±1028–1087) ∞ 1051 Mathilde van Vlaanderen (1031-1083)    | Willem de Veroveraar (±1028–1087) ∞ 1051 Mathilde van Vlaanderen (1031-1083)    | Engelbert I van Spanheim (1035-1096) ∞ Hadwig (1045-1085)                       | Engelbert I van Spanheim (1035-1096) ∞ Hadwig (1045-1085)                       | Ulrich van Passau (-1099) ∞ ?                                                   | Ulrich van Passau (-1099) ∞ ?                                                   |
| Grootouders                                        | Stefanus II van Blois (1045-1102) ∞ Adela van Engeland (1062-1137)              | Stefanus II van Blois (1045-1102) ∞ Adela van Engeland (1062-1137)              | Stefanus II van Blois (1045-1102) ∞ Adela van Engeland (1062-1137)              | Stefanus II van Blois (1045-1102) ∞ Adela van Engeland (1062-1137)              | Engelbert van Karinthië (1070-1141) ∞ Uta van Passau (-)                        | Engelbert van Karinthië (1070-1141) ∞ Uta van Passau (-)                        | Engelbert van Karinthië (1070-1141) ∞ Uta van Passau (-)                        | Engelbert van Karinthië (1070-1141) ∞ Uta van Passau (-)                        |
| Ouders                                             | Theobald IV van Blois (1090-1152) ∞ Mathilde van Sponheim-Karinthië (1106-1161) | Theobald IV van Blois (1090-1152) ∞ Mathilde van Sponheim-Karinthië (1106-1161) | Theobald IV van Blois (1090-1152) ∞ Mathilde van Sponheim-Karinthië (1106-1161) | Theobald IV van Blois (1090-1152) ∞ Mathilde van Sponheim-Karinthië (1106-1161) | Theobald IV van Blois (1090-1152) ∞ Mathilde van Sponheim-Karinthië (1106-1161) | Theobald IV van Blois (1090-1152) ∞ Mathilde van Sponheim-Karinthië (1106-1161) | Theobald IV van Blois (1090-1152) ∞ Mathilde van Sponheim-Karinthië (1106-1161) | Theobald IV van Blois (1090-1152) ∞ Mathilde van Sponheim-Karinthië (1106-1161) |

- Bibliothèque nationale de France: cb16195187d (data)
- Catàleg d'autoritats de noms i títols de Catalunya: 981058515413406706
- Gemeinsame Normdatei: 124986536
- International Standard Name Identifier: 0000 0001 1780 7036
- Library of Congress Control Number: no2010077084
- Nationale Bibliotheek van Israël: 987007351637305171
- Système universitaire de documentation: 138459924
- Virtual International Authority File: 120186322
- WorldCat: E39PBJhxryxjkbkWyJGmGDBdcP